# Glaucomastix itabaianensis
Glaucomastix itabaianensis — вид ящірок родини теїдових (Teiidae). Ендемік Бразилії. Описаний у 2019 році.

## Поширення і екологія
Glaucomastix itabaianensis мешкають в прибережних районах в штатах Баїя і Сержипі, зокрема в Національному парку Серра-ду-Ітабайана. Вони живуть на прибережних дюнах, порослих заростями рестінги.